# Lista compozițiilor de Borîs Leatoșînskîi

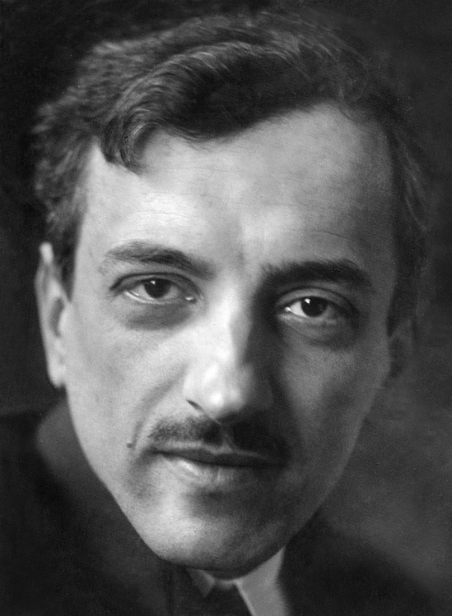
Compozitorul ucrainean Borîs Leatoșînskîi (1920)

Aceasta este o listă incompletă de compoziții semnate de compozitorul ucrainean Borîs Leatoșînskîi.
Leatoșînskîi a scris o varietate mare de lucrări: cinci simfonii, câteva poeme simfonice, câteva lucrări orchestrale și vocale mai scurte, două opere, muzică de cameră și o serie de lucrări pentru pian solo. Muzica aparține stilului european modern și include motive ucrainene⁠(d). Stilul său muzical s-a apropiat de cel al compozitorului rus Dmitri Șostakovici, ceea ce a stârnit dezacordul criticilor sovietici ai vremii, care l-au acuzat pe compozitor de formalism și realizare de artă degenerativă.
Principalele lucrări ale lui Leatoșînskîi sunt operele Inelul de aur⁠(d) și Șciors⁠(d), cele cinci simfonii, Uvertura pe patru teme populare ucrainene (1926), suitele Taras Șevcenko (1952) și Romeo și Julieta (1955), poemul simfonic Grajîna (1955), concertul pentru pian „Slav” (1953) și orchestrația concertului pentru vioară al lui Reinhold Glière (1956). A semnat coloana sonoră pentru filme precum Karmeliuk⁠(d) (1931), Ivan⁠(d) (1932; cu Iuli Meitus⁠(d)), Taras Șevcenko⁠(d) (1951), Ivan Franko⁠(d) (1956; cu Mîkola Kolessa⁠(d)) și Hrîhori Skovoroda⁠(d) (1959). Multe dintre compozițiile sale au fost interpretate abia după moartea compozitorului.

## Listă după gen

### Orchestră
| Gen       | Subgen                | Opus | Titlu | Titlurile cântecelor/mișcărilor | Data compunerii             | Note explicative și de referențiere                                                                                         |
| --------- | --------------------- | ---- | --- | --- | --------------------------- | --- |
| orchestră | simfonie              | 2    | Simfonia nr. 1⁠(d) | 1. Allegro; 2. Allegro scherzando e leggiero; 3. Lento ma non troppo; 4. Allegro energico | 1918-1919                   | premieră în iunie 1926 (dirijor Reinhold Glière, profesorul lui Leatoșînskîi); a doua ediție în 1967                        |
| orchestră |                       | 3    | Marș fantastic (ucraineană Фантастичний марш, transliterat: Fantastîcinîi marș)                                       | | 1920                        | Cunoscut și ca Marche fantastique.                                                                                          |
| orchestră | uvertură              | 20   | Uvertura pe patru teme populare ucrainene                                                                             | | 1927                        | [ 12 ] |
| orchestră | suită                 | 23   | Inelul de aur (ucraineană Золотий обруч, transliterat: Zolotîi obruci)                                                | 1. Uvertură; 2. Dans galițian; 3. Dans persan; 4. Dans chinez; 5. Dans indian; 6. Coda | 1928                        | [ 12 ] |
| orchestră | simfonie              | 26   | Simfonia nr. 2⁠(d) | 1. Lento tenebroso e con maesta; Allegro deciso ed impetuoso; 2. Lento e tranquililo (alla ballata); 3. Allegro tumultuoso                                                                             | 1935-1936; premieră în 1964 | Revăzută în 1940 |
| orchestră | poem simfonic         | 49   | Reunirea (ucraineană Возз’єднання, transliterat: Vozz’iednannea)                                                      | | 1949-1950                   | [ 12 ] |
| orchestră | simfonie              | 50   | Simfonia nr. 3⁠(d) | 1. Prelude; 2. Nocturne; 3. Scherzo; 4. Intermezzo; 5. Postlude | 1951                        | Primul dirijor – Natan Rahlin⁠(d) la 23 octombrie 1951; simfonia revăzută a avut premiera la Leningrad la 23 decembrie 1955. |
| orchestră | suită                 | 51   | Suita din filmul Taras Șevcenko⁠(d)                                                                                    | 1. Introducere; 2. Șevcenko în Ucraina; 3. Executarea; 4. Despărțirea prietenilor; 5. Final | 1952                        | [ 15 ] |
| orchestră | concert pentru pian   | 54   | Concert slav | 1. Allegro; 2. Lento ma non troppo; 3. Allegro risoluto | 1953                        | [ 12 ] [ 3 ] |
| orchestră | suită                 | 56   | Suita din Romeo și Julieta                                                                                            | 1. La valse de carnaval; 2. La pavane; 3. Le jardin de Juliette; 4. Le duel de Romeo et Tybalt; 5. On port Juliette dans la chambre funéraire; 6. Dans la chambre funéraire de Capulet; 7. L’apethéose | 1955                        | [ 12 ] |
| orchestră | poem simfonic         | 58   | Grajîna | | 1955                        | Scris la centenarul decesului poetului polonez Adam Mickiewicz.                                                             |
| orchestră | poem simfonic         | 59   | Pe malurile Vistulei (ucraineană На берегах Вислы, transliterat: Na berehah Vîslы)                                    | | 1958                        | [ 15 ] |
| orchestră | suită                 | 60   | Suită poloneză | 1. Intrada; 2. Notturno; 3. Danza; 4. Intermezzo funebre; 5. Variazione piccoli | 1961                        | [ 1 ] [ 16 ] |
| orchestră | uvertură              | 61   | Uvertură slavă | | 1961                        | [ 3 ] |
| orchestră | simfonie              | 63   | Simfonia nr. 4⁠(d) | 1. Andante sostenuto e maestoso – Allegro moderato ma risoluto assai; 2. Lento tenebroso – Andante; 3. Allegro molto risoluto                                                                          | 1963                        | [ 15 ] [ 17 ] |
| orchestră | poem simfonic         | 66   | Poem liric În memoria lui Glière                                                                                      | | 1964                        | [ 15 ] |
| orchestră | simfonie              | 67   | Simfonia nr. 5⁠(d) („Slavonica”, în do major)                                                                          | 1. Andante maestoso – Allegro molto; 2. Lento e mesto – Andante tranquillo – Grave – Andante tranquillo – Lento e mesto; 3. Moderato – Allegro energico                                                | 1965-1966                   | [ 15 ] |
| orchestră | suită                 | 68   | Suita slavă | | 1966                        | [ 18 ] |
| orchestră | uvertură              | 70   | Uvertură festivă | | 1967                        | Sau Uvertură solemnă |
| orchestră |                       |      | Preludiul cvartelor (ucraineană квартах, transliterat: kvartah)                                                       | | 1915-1916, 1919             | [ 20 ] [ 21 ] |
| orchestră | muzică de film        |      | Karmeliuk⁠(d) | | 1931                        | [ 22 ] |
| orchestră | muzică de film        |      | Foc deasupra apei (ucraineană Вогні над берегами, transliterat: Vohni nad berehamî)                                   | | 1931                        | [ 22 ] |
| orchestră | muzică de film        |      | Marșul minerilor (ucraineană Марш шахтарів, transliterat: Marș șahtariv)                                              | | 1932                        | [ 22 ] |
| orchestră | muzică de teatru      |      | Tragedie optimistă | | 1932                        | De Sun. Vîșnevskîi (regizor, în 1932: V. Nellie)                                                                            |
| orchestră | muzică de film        |      | Ivan⁠(d) | | 1932                        | [ 22 ] |
| orchestră | muzică de film        |      | Două zile (ucraineană Два дні, transliterat: Dva dni)                                                                 | | 1933                        | Titlu alternativ: Tatăl și fiul (ucraineană Батько і син, transliterat: Batko i sîn).                                       |
| orchestră | muzică de film        |      | Iubirea (ucraineană Любов, transliterat: Liubov)                                                                      | | 1933                        | [ 22 ] |
| orchestră | film music            |      | Palatul de cristal⁠(d) (ucraineană Кришталевий палац, transliterat: Krîștalevîi palaț)                                 | | 1934                        | În colaborare cu Ivan Belza                                                                                                 |
| orchestră | muzică de film        |      | Final fericit (ucraineană Щасливий фініш, transliterat: Șceaslîvîi finiș)                                             | | 1934                        | [ 22 ] |
| orchestră | muzică de film        |      | Batista roșie (ucraineană Червона хустина, transliterat: Cervona hustîna)                                             | | 1934                        | [ 22 ] |
| orchestră | muzică de film        |      | Nuvele despre aviatorii-eroi (ucraineană Новели про героїв-льотчиків, transliterat: Novelî pro heroiiv-lotciîkiv)     | | 1938                        | [ 22 ] |
| orchestră | muzică de film        |      | Eliberarea⁠(d) (ucraineană Визволення, transliterat: Vîzvolennea)                                                      | | 1940                        | În original Ucraina apuseană                                                                                                |
| orchestră | muzică de teatru      |      | Împreună pentru totdeauna                                                                                             | | 1949                        | de L. Dmiterko (regizor: V. Nellie)                                                                                         |
| orchestră | muzică de film        |      | Taras Șevcenko | | 1950-1951                   | [ 3 ] [ 22 ] |
| orchestră | muzică de teatru      |      | Ciuma de aur | | 1953                        | (regizor: K. Hohlov) |
| orchestră | muzică de film        |      | Romeo și Julieta | | 1954                        | [ 3 ] |
| orchestră | muzică de teatru      |      | Muzică pentru piesa Romeo și Julieta                                                                                  | | 1954                        | (regizor: B. Nord) |
| orchestră | muzică de film        |      | Flacăra de mânie⁠(d) (ucraineană Полум'я гніву, transliterat: Polum'ea hnivu)                                          | | 1955                        | [ 22 ] |
| orchestră | muzică de teatru      |      | În pădure | | 1955                        | de Lesia Ukrainka (regizor: M. Sokolov)                                                                                     |
| orchestră | muzică de film        |      | Răsărit însângerat⁠(d) (ucraineană Кривавий світанок, transliterat: Krîvavîi svitanok)                                 | | 1956                        | În colaborare cu M. Kolessa                                                                                                 |
| orchestră | muzică de film        |      | Ivan Franko⁠(d) | | 1956                        | [ 22 ] |
| orchestră | muzică de film        |      | Hrîhori Skovoroda⁠(d)                                                                                                  | | 1959                        | [ 22 ] |
| orchestră | muzică de film        |      | Corabia zburătoare (ucraineană Летючий корабель, transliterat: Letiuciîi korabel)                                     | | 1960                        | [ 22 ] |
| orchestră | aranjament orchestral |      | Intermezzo | | 1960                        | Orchestrația mișcării a doua a Cvartetului de coarde nr. 2, op. 4.                                                          |
| orchestră | muzică de film        |      | Cine-i de vină? (ucraineană Гулящая, transliterat: Huleașceaia) sau Deșănțata (ucraineană Повія, transliterat: Povia) | | 1961                        | [ 22 ] [ 24 ] |
| orchestră | muzică de teatru      |      | Feldmareșalul Kutuzov                                                                                                 | |                             | de V. Soloviov |

#### Transcripții
- Opera Taras Bulba⁠(d) de Mîkola Lîsenko (cu Levko Revuțkîi⁠(d))
- Opera Eneida⁠(d) de Mîkola Lîsenko[3]
- Concertul pentru vioară de Reinhold Glière (cu K. G. Mostras)
- Comedianții de Reinhold Glière[3]
- Șah-Senem de Reinhold Glière[3]
- Baletul Macul roșu de Reinhold Glière[3]

### Muzică de cameră
| Gen    | Subgen                    | Opus | Titlu                                   | Titlurile cântecelor/mișcărilor | Data compunerii | Note explicative și de referențiere          |
| ------ | ------------------------- | ---- | --------------------------------------- | --- | --------------- | -------------------------------------------- |
| cameră | cvartet de coarde         | 1    | Cvartetul de coarde nr. 1, re minor     | 1. Allegro; 2. Allegro scherzando e legiero; 3. Lento ma non troppo; 4. Allegro energico                                                                            | 1915            | [ 8 ]                                        |
| cameră | cvartet de coarde         | 4    | Cvartetul de coarde nr. 2, la major     | 1. Allegro non troppo; 2. Intermezzo. Molto lento; 3. Allegro vivace a leggiero; 4. Allegro molto                                                                   | 1922            | publicat în Moscova, Leipzig, Viena în 1934. |
| cameră | trio pentru pian⁠(d)       | 7    | Trio pentru pian nr. 1                  | 1. Allegro non troppo; 2. Lento con freddezza; 3. Allegro fermamente                                                                                                | 1922            | [ 12 ] [ 25 ]                                |
| cameră | sonată pentru vioară      | 19   | Sonata pentru vioară                    | 1. Allegro impetuoso; 2. Tempo precedente; 3. Allegro molto risoluto                                                                                                | 1926            | publicată în 1928                            |
| cameră | cvartet de coarde         | 21   | Cvartetul de coarde nr. 3, la major     | 1. Prelude; 2. Nocturne; 3. Scherzo; 4. Intermezzo; 5. Postlude | 1928            | [ 25 ]                                       |
| cameră | vioară și pian            | 25   | Trei cântece pe teme folclorice         | 1. Melodie din Pamir; 2. Melodie liniștită; 3. Dans | 1932            | Cunoscută și ca Trei cântece pe teme tadjice |
| cameră | trio pentru pian          | 41   | Trio pentru pian nr. 2                  | 1. Introducere (Maestoso); 2. Balada Personajului (Andante sostenuto); 3. Intermezzo (Allegretto pastorale, quasi allegro); 4. Teme și Variații (Andante sostenuto) | 1942            | [ 1 ]                                        |
| cameră | cvintet cu pian⁠(d)        | 42   | „Cvintet ucrainean”, sol minor          | 1. Allegro e poco agitato; 2. Lento e tranquillo; 3. Allegro; 4. Allegro risoluto                                                                                   | 1942            | [ 25 ]                                       |
| cameră | cvartet de coarde         | 43   | Cvartetul de coarde nr. 4, re minor     | 1. Lento’ 2. Allegretto semplice; 3. Allegro ben ritmico; 4. Andante sostenuto; 5. Allegro scherzando                                                               | 1943            | [ 25 ]                                       |
| cameră | cvartet de coarde         | 45   | Suită pe teme populare ucrainene        | 1. Andante; 2. Andantino; 3. Andante non tanto; 4. Allegro scherzando                                                                                               | 1944 (și 1951)  | [ 25 ]                                       |
| cameră | cvartet de suflători⁠(d)   | 46   | Suită pentru cvartet de suflători       | 1. Moderato; 2. Andante; 3. Allegretto scherzando; 4. Lento ma non troppo; 5. Allegro                                                                               | 1944            | [ 12 ]                                       |
| cameră | violoncel și pian         | 55   | Două mazurci pe teme poloneze           | Mazurca nr. 1 în re minor; Mazurca nr. 2 în la minor | 1953            | [ 15 ] [ 25 ]                                |
| cameră | violă și pian             | 65   | Două piese pentru violă și pian         | 1. Nocturne; 2. Scherzino | 1963            | [ 15 ] [ 25 ]                                |
| cameră | cvartet pentru pian       |      | Cvartet pentru tineri în re minor       | 1. Allegro agitato; 2. Andante expressivo; 3. Allegro appassionato                                                                                                  | 1913            | [ 15 ] [ 27 ]                                |
| cameră | cvartet                   |      | Cvartet pentru tineri                   | 1. Allegro energico assai; 2. Allegro scherzando; 3. Adagio | 1914            | [ 15 ]                                       |
| cameră | pian, vioară și violoncel |      | Preludii                                | | 1942, 1943      | [ 3 ]                                        |
| cameră | violoncel și pian         |      | Melodie pe o temă folclorică ucraineană | | 1947            | [ 28 ]                                       |

### Pian
| Gen  | Subgen                | Opus | Titlu                              | Titlurile cântecelor/mișcărilor | Data compunerii        | Note explicative și de referențiere         |
| ---- | --------------------- | ---- | ---------------------------------- | --- | ---------------------- | ------------------------------------------- |
| pian | sonată pentru pian⁠(d) | 13   | Sonata pentru pian nr. 1           | | 1924                   | Cunoscută și ca Slavica.                    |
| pian |                       | 16   | Reflecții                          | 1. Maestoso e con fermezza; 2. Velutatu assai; 3. Tempestoso; 4. Disperato e lugubre; 5. Come di lontananza; 6. Ironicamente, misurato assai; 7. Con agitazione | 1925                   | [ 8 ]                                       |
| pian | sonată pentru pian    | 18   | Sonata pentru pian nr. 2           | | 1925                   | Sau Sonata-baladă.                          |
| pian |                       | 24   | Baladă                             | | 1929                   | [ 15 ]                                      |
| pian |                       | 38   | Trei preludii                      | 1. Andante sostenuto; 2. Lente tenebroso; 3. Moderato con moto e sempre ben ritmico                                                                             | 1942                   | Cunoscută și ca Suita Șevcenko.             |
| pian |                       | 44   | Cinci preludii                     | 1 Poco lento e lugubre; 2 Lento e tranquillo; 3 Allegro agitato; 4 Andante sostenuto; 5 Impetuoso                                                               | 1943                   | publicate în 1947                           |
| pian |                       | 38b  | Două preludii                      | 1. Allegro tumultuoso; 2. Allegro risoluto | 1942                   | [ 12 ]                                      |
| pian |                       |      | Mazurca nr. 1                      | | 1910                   | Datare: 20 ianuarie 1910.                   |
| pian |                       |      | Valsul nr. 1                       | | 1910                   | [ 27 ]                                      |
| pian |                       |      | Mazurca nr. 2                      | | 1912                   | [ 27 ]                                      |
| pian |                       |      | Scherzo                            | | 1912                   | [ 27 ]                                      |
| pian |                       |      | Mazurca nr. 3                      | | 1913                   | [ 27 ]                                      |
| pian |                       |      | Preludiu în sol minor              | | 1914                   | [ 27 ]                                      |
| pian |                       |      | Fantezie de toamnă                 | | 1914                   | [ 27 ]                                      |
| pian |                       |      | Valsul nr. 2                       | | 1914                   | [ 27 ]                                      |
| pian |                       |      | Preludiu Funerar în mi bemol minor | | 1920                   | Cunoscut și ca Elegie sau Preludiul Tragic. |
| pian |                       |      | Preludiu Funerar                   | |                        | [ 31 ]                                      |
| pian |                       |      | Concerto Etude-Rondo               | | 1962; revizuit în 1967 | [ 15 ] [ 32 ]                               |

### Cor / voce
| Gen        | Subgen                                            | Opus | Titlu                                                                     | Titlurile cântecelor/mișcărilor | Data compunerii                                       | Note explicative și de referențiere                                                                   |
| ---------- | ------------------------------------------------- | ---- | ------------------------------------------------------------------------- | --- | ----------------------------------------------------- | --- |
| cor / voce | cântece                                           | 5a   | Trei romanțe                                                              | 1. „După luptă” (rusă После боя, transliterat: Posle boia); 2. „La cimitir” (rusă На кладбище, transliterat: Na kladbișce); 3. „Fost-a țarul” (ucraineană Був цар, transliterat: Buv țar) | 1922                                                  | Texte de Ivan Bunin and Heinrich Heine.                                                               |
| cor / voce | cântece                                           | 5b   | Două romanțe                                                              | 1. „Cântec funerar” (Похоронная Песнь); 2. „Am visat” (rusă Мне снилось, transliterat: Mne snilos) | 1922                                                  | Texte de Percy Bysshe Shelley și Heine.                                                               |
| cor / voce | romanțe                                           | 6    | Trei romanțe                                                              | 1. „Un loc blestemat” (rusă Проклятое место, transliterat: Prokleatoe mesto); 2. „Foșnitul frunzelor de toamnă” (ucraineană Листя осіннє шуміло, transliterat: Lîstea osinnie șumilo); 3. „La răscrucea îndepărtată” (rusă Закрыт на дальнем перекрёстке, transliterat: Zakrît na dalnem perekriostke) | 1925                                                  | [ 16 ] [ 34 ] [ 35 ]                                                                                  |
| cor / voce | romanțe                                           | 8    | Două romanțe                                                              | 1. „Stuful” (ucraineană Камиші, transliterat: Kamîși); 2. „Plante subacvatice” (ucraineană Підводні рослини, transliterat: Pidvodni roslînî) | 1923                                                  | Pentru voce joasă, clarinet, corn francez, cvartet de coarde și harpă.                                |
| cor / voce | romanțe                                           | 9    | Umbrele lunii (ucraineană Місячні тіні, transliterat: Miseacini tini)     | „Luna albă”; „Preludiu”; „Luna nouă”; „Dispariția lunii” | 1924                                                  | Pentru voce ridicată și pian; texte de Igor Severeanin⁠(d) și Oscar Wilde.                             |
| cor / voce | cântece                                           | 10   | Două cântece                                                              | 1. „Mi se ofilesc visele în singurătate” (ucraineană В’януть мрії мої в самоті, transliterat: V’eanut mrii moii v samoti); 2. „Luna” (ucraineană Місяць, transliterat: Miseaț) | 1923                                                  | După Shelley.                                                                                         |
| cor / voce | romanțe                                           | 11   | Pescărușul (ucraineană Чайка, transliterat: Ceaika)                       | | 1924                                                  | După texte de Konstantin Balmont; pentru voce ridicată și pian.                                       |
| cor / voce | romanțe                                           | 12   | Două romanțe                                                              | 1. „S-au îndrăgostit ambii” (ucraineană Вони закохались обоє, transliterat: Vonî zakohalîs oboie); 2. „Când a ieșit mirele” (ucraineană Коли жених пішов, transliterat: Kolî jenîh pișov) | 1924                                                  | Texte de Maurice Maeterlinck.                                                                         |
| cor / voce | romanțe                                           | 14   | Patru romanțe                                                             | 1. „Deși nu se mai aud cântece armonioase” (ucraineană Хоч не звучать гармонійні пісні, transliterat: Hoci ne zvuceat harmoniini pisni); 2. „Mi-e frică de tandrețea ta” (ucraineană Я ласк твоїх боюсь, transliterat: Ia lask tvoiih boius); 3. „Noapte bună” (ucraineană Надобраніч, transliterat: Nadobranici); 4. „Zilele care au trecut” (ucraineană Минулії дні, transliterat: Mînulii dni) | 1924                                                  | Texte de Shelley; pentru voce medie și pian.                                                          |
| cor / voce | romanțe                                           | 15   | Două romanțe pentru contrabas și pian                                     | 1. „Ozimandia”; 2. „Când înotam în marea zbuciumată” (ucraineană Коли я в бурхливому морі плавав, transliterat: Kolî ia v burhlîvomu mori plavav) | 1924                                                  | Texte de Konstantin Balmont, după Shelley; publicate în 1928.                                         |
| cor / voce | romanțe                                           | 17   | Trei romanțe                                                              | 1. „Antică” (ucraineană Давнє, transliterat: Davnie); 2. „E trist lângă scările de jasp” ((ucraineană При яшмових сходах туга, transliterat: Prî iașmovîh shodah tuha); 3. „Pârâul unde cântă pasărea” (ucraineană Потік, де співає птах, transliterat: Potik, de spivaie ptah) | 1925; 1934                                            | Pentru voce ridicată, bazate pe texte ale poeților chinezi antici, cu precădere Cui Hao⁠(d).           |
| cor / voce | operă                                             | 23   | Inelul de aur⁠(d) (ucraineană Золотий обруч, transliterat: Zolotîi obruci) | Introducere; Actul I: Scena 1 (Polonîna din munții Zelemen); Dans; Scena 2 (Lângă stejarul bătrân); Actul II: Scena 3 (Tabăra tătară); Dansul nr. 1; Dansul nr. 2; Dansul nr. 3 (indian); Dansul final; Scena 4 (Moșia lui Tugar Vovk); Scena 5 (Tabăra tătară noaptea); Actul III: Scena 6 (Peștera Dabot din munții Zelemen); Scena 7 (Tabăra tătară, cortul lui Tugar Vovk); Intermezzo; Scena 8 | 1929; revizuită în 1970; publicată la 26 martie 1930. | Libret de Iakiv Mamontiv⁠(d), bazat pe nuvela Zahar Berkut scrisă de Ivan Franko.                      |
| cor / voce | romanțe                                           | 27   | Patru romanțe                                                             | 1. „Pe dealurile Georgiei” (rusă На холмах Грузии, transliterat: Na holmah Gruzii); 2. „Trei chei” (rusă Три ключа, transliterat: Tri kliucea); 3. „Acolo, lângă mal” (rusă Там на берегу, transliterat: Tam na beregu); 4. „Lupta o știu” (rusă Мне бой знаком, transliterat: Mne boi znakom) | 1936                                                  | După Aleksandr Pușkin.                                                                                |
| cor / voce | cântece                                           | 28   | Aranjamente ale cântecelor folclorice ucrainene                           | 1. „Of, nu pot dormi și nu mă pot culca” (ucraineană Ой, не спиться й не лежиться, transliterat: Oi, ne spîtsea i ne lejîtsea); 2. „Aplecați-vă, vițe viguroase” (ucraineană Хилітеся, густі лози, transliterat: Hîlitesea, husti lozî); 3. „Cazacul cărat și calul mânat” (ucraineană Козака несуть і Коня ведуть, transliterat: Kozaka nesut i Konea vedut); 4. „Avea mama o fiică” (ucraineană Мала мати одну дочку, transliterat: Mala matî odnu dociku); 5. „Ninge și e viscol” (ucraineană Сніжок іде, метiль мете, transliterat: Snijok ide, metil mete); 6. „Of, calule, căluțul meu” (ucraineană Ой, коню, мій коню, transliterat: Oi, koniu, mii koniu); 7. „Lucește, lucește, lunișoară” (ucraineană Світи, світи, місяченько, transliterat: Svitî, svitî, miseacenko); 8. „Roșu călinuț” (ucraineană Червоная калинонька, transliterat: Cervonaia kalînonka); 9. „Crâng, crâng, ce verde înflorești” (ucraineană Гаю, гаю, зелен розмаю, transliterat: Haiu, haiu, zelen rozmaiu); 10. “Of, de-aș fi știut” (ucraineană Ой, коли б я була знала, transliterat: Oi, kolî b ia bula znala) | 1937                                                  | [ 8 ]                                                                                                 |
| cor / voce | operă                                             | 29   | Șciors⁠(d)                                                                 | | 1937                                                  | 5 acte; după Ivan Kocerha⁠(d) și Maksîm Rîlskîi⁠(d); revizuită sub titlul Comandantul în 1948.          |
| cor / voce | cantată pentru cor și soliști și pentru orchestră | 30   | Cantată solemnă                                                           | | 1939                                                  | Texte (pierdute) de Rîlskîi.                                                                          |
| cor / voce | romanțe                                           | 31   | Cinci romanțe                                                             | 1. „Ochii tăi ca marea” (ucraineană Твої очі, як те море, transliterat: Tvoii oci, iak te more); 2. „De ce mi te înfățișezi?” (ucraineană Чого з'являешся мені, transliterat: Cioho z'eavleaeșsea meni); 3. „Câmpie fără margini” (ucraineană Безмежнеє поле, transliterat: Bezmejneie pole); 4. „De ce nu râzi niciodată?” (ucraineană Чому не смієшся ніколи?, transliterat: Ciomu ne smiieșsea nikolî?); 5. „Nu trece așa mândru pe lângă mine” (ucraineană Не минай з погордою, transliterat: Ne mînai z pohordoiu) | 1940                                                  | După texte de Franko.                                                                                 |
| cor / voce | romanțe                                           | 32   | „Soarele”                                                                 | 1. „Zbura un pescăruș în curcubeu” (ucraineană В райдугу чайка летіла, transliterat: V raiduhu ceaika letila); 2. „Totul îmi apare-n vis” (ucraineană Все мені сниться, transliterat: Vse meni snîtsea) | 1940                                                  | Text de Mihail Lermontov.                                                                             |
| cor / voce | cântece                                           | 33   | Aranjamente ale cântecelor folclorice ucrainene                           | | 1941                                                  | [ 8 ]                                                                                                 |
| cor / voce | cântece                                           | 34   | Aranjamente ale cântecelor folclorice ucrainene                           | | 1941                                                  | [ 8 ]                                                                                                 |
| cor / voce | cântece                                           | 35   | Aranjamente ale cântecelor folclorice ucrainene                           | | 1942                                                  | [ 8 ]                                                                                                 |
| cor / voce | cântece a capella                                 | 36   | Aranjamente ale cântecelor folclorice ucrainene                           | 1. „Of, trei fântânițe în câmpie” (ucraineană Ой у полi три криниченьки, transliterat: Oi u poli trî krînîcenkî); 2. „Cădea din cer o stea strălucitoare” (ucraineană Котилася ясна зоря з неба, transliterat: Kotîlasea iasna zorea z neba); 3. „Of, tu, mama mea” (ucraineană Ой ти, мати моя, transliterat: Oi tî, matî moia); 4. „Merg pe câmpie cu calul lângă mine” (ucraineană Лугом iду, коня веду, transliterat: Luhom idu, konea vedu); 5. „Pe lângă moară, pe lângă vad” (ucraineană Коло млина, коло броду, transliterat: Kolo mlîna, kolo brodu); 6. „Lângă pajiștea noastră” (ucraineană Пiд нашою левадою, transliterat: Pid nașoiu levadoiu); 7. „La capătul digului foșnesc salcii” (ucraineană В кiнцi греблi шумлять верби, transliterat: V kinți hrebli șumleat verbî); 8. „O cărare sub tufiș” (ucraineană Попiд терном стежечка, transliterat: Popid ternom stejecika); 9. „Of, mă întristez, mă mâhnesc” (ucraineană Ой зажурюся, запечалюся, transliterat: Oi zajuriusea, zapecealiusea); 10. „Am sădit castraveciori” (ucraineană Посадила огiрочки, transliterat: Posadîla ohirocikî); 11. „Of, un lăcușor în câmpie” (ucraineană Ой у полi озерце, transliterat: Oi u poli ozerțe); 12. „Of, mi-a venit sortitul” (ucraineană Ой приїхав мiй миленький, transliterat: Oi prîiihav mii mîlenkîi); 13. „Of, zbura turturica” (ucraineană Ой летiла горлиця, transliterat: Oi letila horlîțea); 14. „Of, dă târcoale somnul pe sub ferestre” (ucraineană Ой ходить сон коло вiкон, transliterat: Oi hodît son kolo vikon); 15. „Of, trei cărărușe pe câmpie” (ucraineană Ой у полi три дорiжки рiзно, transliterat: Oi u poli trî dorijkî rizno) | 1942                                                  | [ 8 ]                                                                                                 |
| cor / voce | romanțe                                           | 37   | „Două romanțe”                                                            | 1. „Steaua” (ucraineană Зоря, transliterat: Zorea); 2. „Fericirea supremă” (ucraineană Найвище щастя, transliterat: Naivîșce șceastea) | 1942                                                  | [ 8 ] [ 16 ] [ 35 ]                                                                                   |
| cor / voce | romanțe                                           | 39   | Două romanțe                                                              | 1. „Barza” (ucraineană Лелека, transliterat: Leleka); 2. „Cântec de leagăn” (ucraineană Колискова, transliterat: Kolîskova) | 1942                                                  | Texte de Sava Holovanivskîi⁠(d).                                                                       |
| cor / voce | cântece                                           | 40   | Cântece                                                                   | 1. „Sub ceața lacrimilor” (ucraineană В тумані сліз, transliterat: V tumani sliz); 2. „Așa va fi”(ucraineană Так буде, transliterat: Tak bude); 3. „Ca într-un vis” ucraineană Неначе сон, transliterat: Nenace son) | 1942                                                  | Texte de Volodîmîr Sosiura⁠(d).                                                                        |
| cor / voce | cântece a capella                                 | 47   | Anotimpuri                                                                | „Toamna” (ucraineană Осінь, transliterat: Osin); „Primăvara” (ucraineană Весна, transliterat: Vesna); „Vara” (ucraineană Літо, transliterat: Lito); „Iarna” (ucraineană Зима, transliterat: Zîma) | 1949                                                  | Versuri de Pușkin.                                                                                    |
| cor / voce | cântece a capella                                 | 48   | Cinci cântece                                                             | |                                                       | [ 15 ]                                                                                                |
| cor / voce | cântece a capella                                 | 52   | Două cântece                                                              | 1. „Pe cer se furișează luna” (rusă По небу крадется луна, transliterat: Po nebu kradetsea luna); 2. „Cine, valuri, v-a oprit?” (rusă Кто, волны, вас остановил, transliterat: Kto, volnî, vas ostanovil) | 1952                                                  | Texte de Pușkin                                                                                       |
| cor / voce | romanțe                                           | 57   | Romanțe pentru contrabas și pian                                          | 1. „Scrisoare în Siberia” (rusă Послание в Сибирь, transliterat: Poslanie v Sibir); 2. „Elegie” (rusă Элегия, transliterat: Ieleghia) | 1951                                                  | [ 16 ] [ 35 ]                                                                                         |
| cor / voce | cântece a capella                                 | 62   | Patru cântece                                                             | „Lângă sobă”; „În amurgul serii”; „Noapte de toamnă”; „La răsărit” | 1963                                                  | Versuri de Afanasii Fet.                                                                              |
| cor / voce | cântece a capella                                 | 64   | Cinci cântece                                                             | 1. „Toamna” (ucraineană Осінь, transliterat: Osin); 2. „Ploaia” (ucraineană Дощ, transliterat: Doșci); 3. „Câmpie întinsă” (ucraineană Широке поле, transliterat: Șîroke pole); 4. „Dormi ușor în patul tău cel alb!” (ucraineană Спи в своїй білій постелі!, transliterat: Spî v svoiii bilii posteli!); 5. „S-a potolit ploaia” (ucraineană Дощ одшумів, transliterat: Doșci odșumiv) | 1964;                                                 | Versuri de M. Rîlskîi; premiera a avut loc după moartea compozitorului, la 29 noiembrie 1964 la Kiev. |
| cor / voce | cântece a capella                                 | 69   | Patru cântece Din trecut                                                  | |                                                       | [ 15 ]                                                                                                |
| cor / voce | cântece a capella                                 | 65a  | Patru cântece                                                             | 1. „Îmi place o zi posomorâtă” (rusă Люблю я хмурый день, transliterat: Liubliu ia hmurîi den); 2. „Frunzele șoptesc îngândurate” (rusă Шепчут задумчиво листья, transliterat: Șepciut zadumcivo listia); 3. „Îmi place întunericul nopții” (rusă Люблю ночную тьму, transliterat: Liubliu nocinuiu tmu); 4. „Slavă celor setoși de libertate” (rusă Слава тем, кто жаждет воли, transliterat: Slava tem, kto jajdet voli) |                                                       | Texte de Rîlskîi.                                                                                     |

#### Cicluri fără opus
- Cântece pentru cor mix acompaniat de pian (1932)[42]
1. „Dumka despre cazacul Sofron” (ucraineană Дума про козака Софрона, transliterat: Duma pro kozaka Sofrona); 2. „Despre Karmeliuk” (ucraineană Про Кармелюка, transliterat: Pro Karmeliuka)
- Două cântece populare ucrainene (1934)[8]
1. „Of, în câmpie un vânt molcom adie” (ucraineană Ой, у полі тихий вітер віє, transliterat: Oi, u poli tîhîi viter viie); 2. „Of, multă vreme a trecut”
- Cântece după Șevcenko (1949-1951)[43]
1. „Curge apa în marea albastră” (ucraineană Тече вода в синє море, transliterat: Tece voda v sînie more); 2. „Răsare soarele de după crâng” (ucraineană Із-за гаю сонце сходить, transliterat: Iz-za haiu sonțe shodît) etc.
- Cântece pe textele lui Șevcenko (1960)[40]
1. „Ponorul de după ponor” (ucraineană За байраком байрак, transliterat: Za bairakom bairak); 2. „La gura de vărsare a Niprului” (ucraineană Над Днiпровою сагою, transliterat: Nad Dniprovoiu sahoiu)

#### Cântece fără opus
- „Bruma” (ucraineană Серпанок, transliterat: Serpanok; 1919-1920). După un text de Balmont; există și o versiune rusă.[16]
- „Tristețea primăverii” (ucraineană Сум весни, transliterat: Sum vesnî; 1919-1920)[16][37]
- „Calmul și aroma florilor adormite” (ucraineană Тиша й пахощі квітів у дрімоті, transliterat: Tîșa i pahoșci kvitiv u drimoti; 1922)[37]
- „A înverzit crângul iar” (ucraineană Знову гай зазеленів, transliterat: Znovu hai zazeleniv; 1922-1924)[37]
- „Eram oaspete în inima ta” (ucraineană Гостював в твоєму серці, transliterat: Hostiuvav v tvoiemu serți; 1924)[15]
- „De-aș avea o inimă rece” (ucraineană Якби мені серце холодне, transliterat: Iakbî meni serțe holodne; 1924). Texte de Balmont.[15]
- „Frigul groaznic de seară” (ucraineană Жахливий холод вечорів, transliterat: Jahlîvîi holod vecioriv; 1926)[15]
- „Sunt ochii cei căprui” (ucraineană Єсть карії очі, transliterat: Iest karii oci; 1927). Text de Șevcenko.[43]
- „Zilele care au trecut” (rusă Минувшие дни, transliterat: Minuvșie dni; 1931). Romanță după Shelley.[43]
- Testamentul (ucraineană Заповіт, transliterat: Zapovit; 1939). Cantată după Șevcenko⁠(d).[3]
- „Inima Cobzarului” (ucraineană Серце Кобзаря, transliterat: Serțe Kobzarea; 1964). Text de Valentîn Bîciko⁠(d).[15][40]
- „Muntele călugăresc” (ucraineană Чернеча гора, transliterat: Cernecea hora; 1964). Text de Ievhen Fomin⁠(d).[40]
- „Corabia zburătoare” (rusă Воздушный корабль, transliterat: Vozdușnîi korabl)[16]
- „Iar aceste cucoane...” (ucraineană А у тих багачок, transliterat: A u tîh bahaciok)[16]
- „În albumul Karolinei Ianîș” (ucraineană В альбом Кароліні Яниш, transliterat: V albom Karolini Ianîș)[16]
- „Mergeam pe lângă spalier” (ucraineană У перетику ходила, transliterat: U peretîku hodîla)[16]
- „Soarele” (rusă Солнце, transliterat: Solnțe). Text de Lermontov.[16]
- „Așterne-te, așterne-te, saschiu” (Та стелись, стелись, барвиночку)
- „Bătrânul și tânăra” (Старий i молода)
- „Din Siberia răsare soarele” (За Сибiром сонце сходить)
- „A fost sâmbătă ieri” (Вчора була суботонка)

### Fanfară
- Marș solemn (1931)
- Marș (1932)
- Marș cu motive populare ucrainene (1936)